# Truyện công chúa chết và bảy tráng sĩ
Truyện công chúa chết và bảy tráng sĩ (tiếng Nga: Сказка о мёртвой царевне и о семи богатырях) là một tác phẩm đồng thoại của tác giả Aleksandr Sergeyevich Pushkin.

## Lịch sử
Tác phẩm Truyện công chúa chết và bảy tráng sĩ được thi hào A. S. Pushkin soạn mùa thu năm 1833 khi nghỉ mát tại thôn Boldino. Theo học giới, có lẽ Aleksandr Sergeyevich Pushkin đã trực tiếp dựa vào câu truyện Nàng Bạch Tuyết (Schneewittchen) mà anh em Grimm đã san hành năm 1812.
Tuy nhiên, để cho tương thích với tập quán bản địa Nga, A. S. Pushkin đã chọn hình thức văn vần (sử thi) để diễn tả cốt truyện. Đồng thời, tác giả cũng thay giống nụy nhân (zwerg) bằng tráng sĩ (богатыри), nom uy phong lẫm liệt hơn hẳn. Ngoài ra, nhân vật hoàng tử trong phiên bản Pushkin được sa hoàng chọn làm vị hôn phu cho lệnh ái từ trước, chứ không hề ngẫu nhiên gặp công chúa ở khúc cuối như bản Grimm.

### Nội dung
Thuở xa xưa có một vị sa hoàng thường xuyên đi công cán xa. Sa hậu thường ngóng đợi, rồi ước sinh hạ được tiểu công chúa đẹp tuyệt trần. Khi điều ước ấy thành sự thực thì sa hoàng cũng về, nhưng vừa vượt cạn xong thì sa hậu cũng kiệt sức mà lìa đời.
Qua năm sau, sa hoàng tục huyền với một đức bà thông minh sắc sảo. Bà ta có một chiếc gương biết rõ truyện xưa nay nên thường hỏi nó rằng ai người đẹp nhất trần. Gương hay đem những lời nịnh mà ru vỗ bà hoàng.
Tới năm công chúa đến tuổi cập kê, sa hoàng chuẩn bị cử hành hôn lễ nàng với hoàng tử lân bang Yelisey. Bấy giờ gương đã thốt ra rằng, nhan sắc bà hoàng dù đẹp mà còn kém xa công chúa. Bà liền sai con hầu Chernavka dụ công chúa vào rừng rồi trói lại cho sói xơi tái.
Con hầu hăm hở ra đi, nhưng khi nom công chúa đáng thương quá, bèn dặn nàng chạy đi thật xa, rồi ả về lâu đài bẩm rằng công chúa đã bị sói vồ. Sa hoàng biết truyện thì rất đau lòng, còn hoàng tử Yelisey bèn ruổi ngựa phiêu lưu khắp thế gian với đức tin rằng công chúa chưa chết.
Phần công chúa ra khỏi rừng rậm thì thấy một căn nhà gỗ rất rộng, bèn vào đấy định nghỉ tạm. Thế rồi sẩm tối, trong lúc nàng thiêm thiếp trên giường, bỗng có bảy người lực lưỡng vào nhà và cho hay là chủ nhân đích thực.
Từ đó công chúa được bảy tráng sĩ mời ở lại phụ họ dọn dẹp, nấu ăn mỗi ngày. Cho tới một hôm, bảy anh em đồng thanh hỏi nàng có ưng ai trong họ thì gá nghĩa làm chồng. Nàng chỉ buồn bã đáp rằng đã có vị hôn phu và khước từ.
— Trích
Thời gian lâu sau, bà hoàng lại hỏi gương, được biết rằng công chúa vẫn bình an, bèn khảo con hầu Chernavka, ả phải khai rằng đã để công chúa đi. Bà liền bắt con hầu cải trang làm người bán rong đi tìm công chúa.
Con hầu Chernavka dò la rồi cũng biết chỗ ở mới của công chúa, bèn xách một giỏ táo chín mọng tới gõ cửa. Ả mời gọi công chúa và biếu nàng trái chín mọng nhất. Công chúa vừa cắn một miếng đã lịm đi.
Đến sẩm tối, bảy tráng sĩ về thì hay cớ sự, bèn đặt công chúa trong cỗ áo quan bằng pha lê rồi rước lên đỉnh núi, những mong cả thế gian phải thán phục nhan sắc nàng công chúa chết.
Hoàng tử Yelisey chu du thấm thoắt đã lâu lắm, chàng đi hỏi thần ánh dương, thần ánh nguyệt, và thần gió, nhưng không ai biết công chúa ở đâu. Còn bà hoàng cả mừng vì gương cho hay rằng công chúa đã không còn nữa.
Cho tới khi đi ngang qua hẻm núi, Yelisey mới hay các tráng sĩ đang hành lễ truy điệu công chúa, bèn khẩn nài họ rước về hoàng cung. Nhưng khi đang đi thì họ vấp bờ đá suýt ngã, miếng táo từ miệng công chúa văng ra khiến nàng tỉnh dậy. Yelisey bèn đưa công chúa về lâu đài.
Bấy giờ bà hoàng lại hỏi gương, thì nó đáp rằng công chúa chưa chết và còn đẹp hơn xưa, bà nổi cơn thịnh nộ đập tan chiếc gương. Trong hôn lễ công chúa với hoàng tử Yelisey, bà hoàng bổng nổi cơn ghen tương mà chết điếng.

### Nhân vật
- Người kể truyện
- Sa hoàng
- Sa hậu
- Sa hậu kế
- Công chúa
- Bảy tráng sĩ
- Hoàng tử Yelisey
- Ả hầu Chernavka
- Con chó
- Gương thần

|  |  |  |  |  |  |  |

## Văn hóa
Năm 1873, nghiên cứu gia Aleksandr Afanasyev đã chuyển soạn văn xuôi huyền thoại này dưới nhan đề mới Chiếc gương thần (Волшебное зеркальце) rồi đưa vào hợp tuyển Dân thoại Nga (Народные русские сказки) của ông.
- Truyện công chúa ngủ và bảy tráng sĩ (Сказка о спящей царевне и семи богатырях), bộ phim câm năm 1914 do ông Pyotr Chardynin đạo diễn.
- Truyện công chúa chết và bảy tráng sĩ (Сказка о мёртвой царевне и о семи богатырях), bộ phim hoạt họa năm 1951 do ông Ivan Ivanov-Vano đạo diễn.
- Tiếng chuông mùa thu (Осенние колокола), phim năm 1978 của đạo diễn Vladimir Gorikker, do ông Aleksandr Volodin soạn kịch.
- Truyện công chúa chết và bảy tráng sĩ (Сказка о мёртвой царевне и о семи богатырях), nhạc kịch năm 1990 do Viktor Pleshak biên soạn, do Viktor Bityutskikh và Vladimir Popov đạo diễn sân khấu.

### Tư liệu
- яз (11.11). "Сказки Александра Сергеевича Пушкина". лукошко. lukoshko.net. Truy cập ngày 12 tháng 11 năm 2019. {{Chú thích web}}: Kiểm tra giá trị ngày tháng trong: |date= (trợ giúp)